# Théâtre antique de Dalheim
Le théâtre antique de Dalheim est un théâtre romain construit dans l'agglomération antique de Ricciacum, aujourd'hui Dalheim, au Luxembourg.
Le monument occupe la partie nord de l'agglomération antique, adossé au flanc d'un coteau. Construit au début du IIe siècle, il est plusieurs fois modifié jusqu'à la fin du IIIe siècle, époque à laquelle il est abandonné ; il sert alors de carrière de pierres. D'un diamètre de 67 m dans son dernier état, sa capacité est évaluée à 3 500 spectateurs.

## Localisation

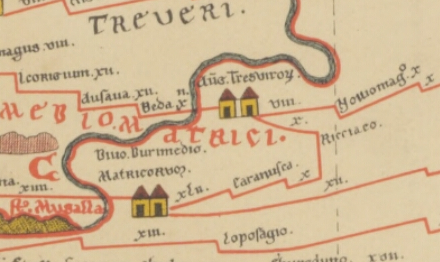
Ricciacum sur la table de Peutinger.

L'agglomération de Ricciacum, mentionnée sur la table de Peutinger sous le nom de Ricciaco, est une étape sur la voie romaine Metz-Trèves. La ville antique se développe principalement sur un plateau. Le théâtre occupe la pente nord-est de ce plateau et les thermes le fond de la vallée.
L'ensemble se situe au sud du bourg moderne de Dalheim.

## Histoire
Le théâtre dans son premier état est sans doute construit au début du IIe siècle mais il est à plusieurs reprises modifié jusqu'au début du IIIe siècle. Son abandon date probablement de la seconde moitié du IIIe siècle, entre 260 et 275-276, époque à laquelle la ville est pillée et incendiée.
La démolition partielle de l'édifice au IVe siècle accompagnée d'une récupération importante de ses maçonneries est suivie d'une importante érosion du plateau contre le flanc duquel il s'appuie. Les parties basses de la structure sont alors ensevelies sous plus de deux mètres d'éboulis ce qui les préserve jusqu'au à l'époque contemporaine.
Après des mentions dès le XVIIe siècle et les premières fouilles au XIXe siècle, c'est à partir des années 1970 que l'agglomération antique de Dalheim commence à être mieux connue grâce à la prospection aérienne et les fouilles systématiques.
Le théâtre est découvert en 1985 à l'occasion de la construction d'un bâtiment agricole. Suivent trois mois de fouilles qui permettent de préciser les dimensions et l'architecture du monument. Le 7 avril de l'année suivante, le théâtre est inscrit à l'inventaire supplémentaire du patrimoine culturel national luxembourgeois. De nouvelles fouilles sont réalisées entre 1999 et 2003 puis en 2007.

## Description

Plan du théâtre - dernier état.

Orienté au nord-nord-est, le théâtre est adossé au flanc d'un plateau, ce qui limite fortement, lors de la construction, le volume et la complexité des maçonneries mais conditionne l'architecture et les dimensions du monument.
Cinq phases de construction sont identifiées mais dans tous les cas, les maçonneries font appel à un blocage en opus caementicium enserré entre deux parements en opus vittatum. Les moellons de ces derniers sont de taille très régulière (14 × 9,5 cm) ; leurs joints sont tirés au fer puis peints en rouge.

### Monument d'origine

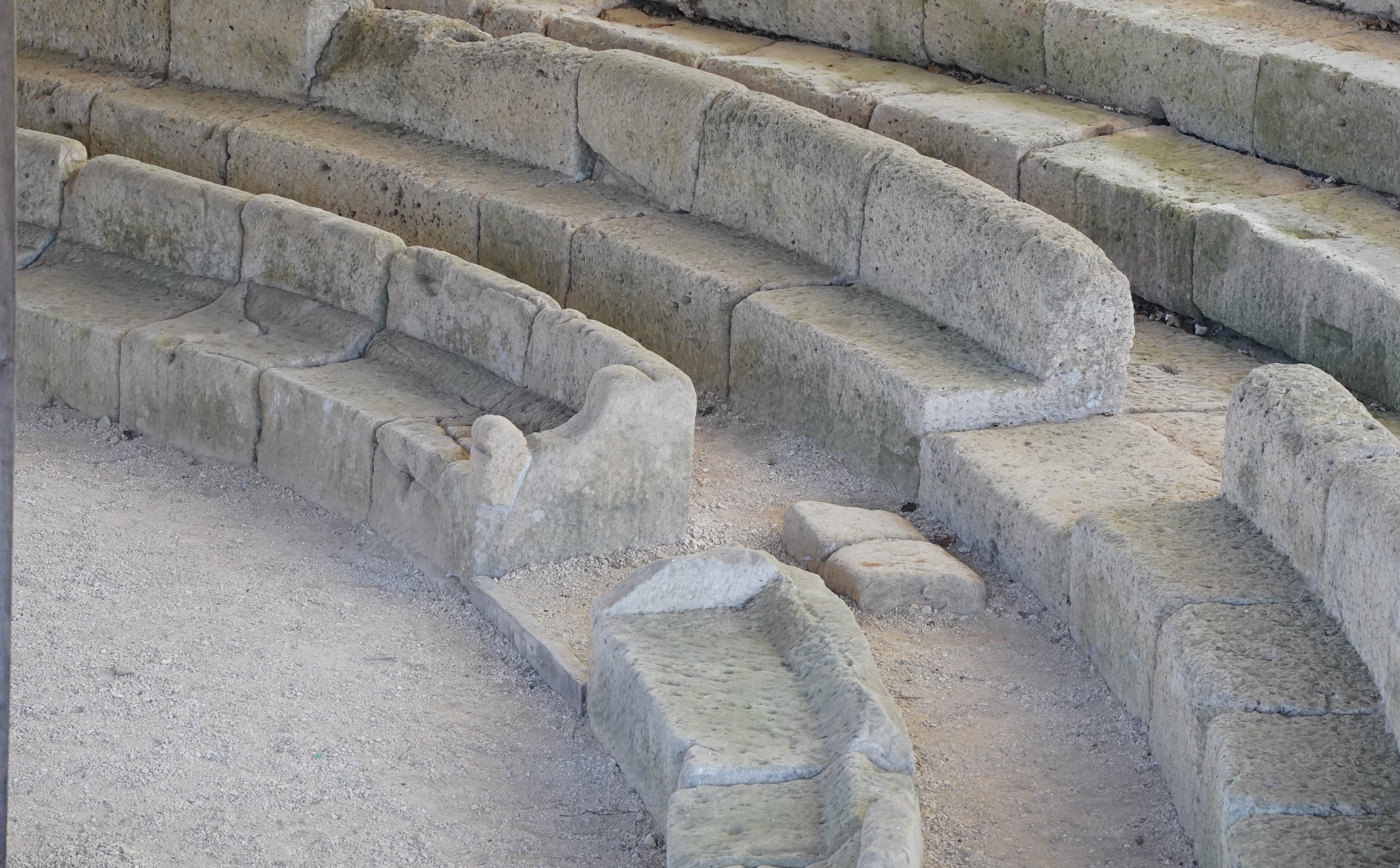
Gradins d'honneur.

Dans cette configuration, le diamètre de la cavea est de 62,40 m, mais il n'est pas possible de déterminer de manière précise l'architecture de cette partie du théâtre. Le premier rang de gradins, au plus près de l'orchestra, est réalisé en pierre avec dossier intégré, mais il est fort probable que les autres gradins soient en bois.  Le nombre et la disposition des accès à la cavea n'est pas connu.
L'orchestra, en forme d'arc outrepassé, mesure 15,60 m de diamètre.
La disposition du théâtre et la structure de sa cavea, adossée à une pente mais partiellement remblayée pour égaliser l'assise des gradins, soumet la base du monument à de fortes contraintes ; les extrémités de la cavea sont donc renforcées par des contreforts en demi-cercle qui s'opposent à la poussée des remblais.

### Dernier état

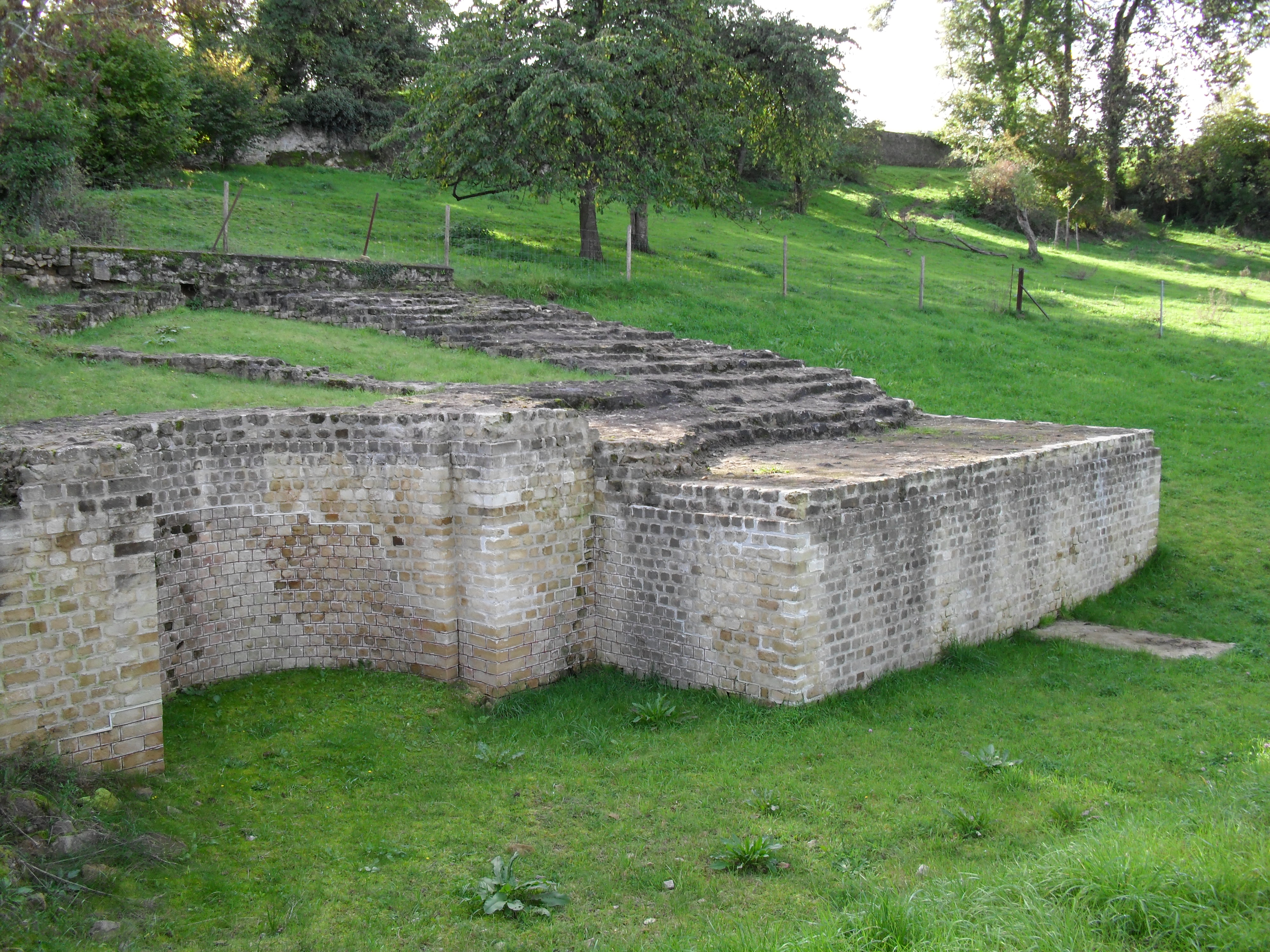
Contreforts.

Les gradins de bois sont remplacés par des gradins de pierre répartis sur trente rangées dont les six plus proches de l'orchestra sont bien identifiées. Ils sont accessibles depuis le pourtour de la cavea par trois vomitoires (deux sont formellement identifiés) et deux portes de part et d'autre du bâtiment de scène. Il semble qu'un dispositif interdisait aux spectateurs arrivant par le haut de la cavea d'aller s'asseoir aux premiers rangs, certainement réservés à des notables ou des spectateurs réguliers.
Les angles du théâtre sont renforcés par de puissants massifs de maçonnerie, ce qui porte le diamètre de la cavea à 67 m et des murs de soutènement sont construits à l'intérieur de la cavea dont ils coupent les angles ; ces dispositifs visent sans doute à compenser l'excès de poids dû aux gradins en grès. Dans cette configuration, la capacité du théâtre est estimée à 3 500 spectateurs.
Le diamètre de l'orchestra, désormais en forme de « U », augmente légèrement pour atteindre 16,60 m. Un autel en grès est découvert en 2000 dans l'orchestra face à l'escalier central. Le bâtiment de scène est profond de 5,70 m ; sa forme est légèrement trapézoïdale : il est moins large (11,30 m) au contact du mur de scène qu'à l'arrière (11,60 m)et un mur le sépare en deux dans le sens de la longueur.